# Elecciones presidenciales de Francia de 1974
Las elecciones presidenciales de Francia de 1974 se realizaron el domingo 5 de mayo de 1974, y al no existir candidato con mayoría absoluta se realizó una segunda vuelta el domingo 19 de mayo de ese mismo año, resultando vencedor Valéry Giscard d'Estaing.

## Resultados

### Primera vuelta
| Candidato                | Partido                                       | Votos      | Porcentaje |
| ------------------------ | --------------------------------------------- | ---------- | ---------- |
| François Mitterrand      | Partido Socialista Francés (PS)               | 11.044.373 | 43,24%     |
| Valéry Giscard d'Estaing | Républicains Indépendants (RI)                | 8.326.774  | 32,60%     |
| Jacques Chaban-Delmas    | Union des Démocrates pour la République (UDR) | 3.857.728  | 15,10%     |
| Jean Royer               | Conservador                                   | 810.540    | 3,17%      |
| Arlette Laguiller        | Lutte Ouvrière                                | 595.247    | 2,33%      |
| René Dumont              | Ambientalista                                 | 337.800    | 1,32%      |
| Jean-Marie Le Pen        | Front National (FN)                           | 190.921    | 0,74%      |
| Émile Muller             | Independiente                                 | 176.279    | 0,69%      |
| Alain Krivine            | Ligue Communiste Révolutionnaire (LCR)        | 93.990     | 0,36%      |
| Bertrand Renouvin        | Nouvelle Action Royaliste                     | 43.722     | 0,17%      |
| Jean-Claude Sebag        | Federalista                                   | 42.007     | 0,16%      |
| Guy Héraud               | Federalista                                   | 19.255     | 0,07%      |

### Segunda vuelta
| Candidato                | Votos      | Porcentaje |
| ------------------------ | ---------- | ---------- |
| Valéry Giscard d'Estaing | 13.396.203 | 50,81%     |
| François Mitterrand      | 12.971.604 | 49,19%     |

- Datos: Q1450654
- Multimedia: French presidential election (1974) / Q1450654